# Gelders district
Het Gelders district is een floradistrict zoals dat door Nederlandse floristen wordt gehanteerd.
Dit district omvat pleistocene gebieden als de Veluwe, de Utrechtse Heuvelrug, Het Gooi, Salland, en pleistocene enclaves (keileembulten) in Gaasterland en Wieringen en op Texel.
Er zijn slechts enkele soorten van droge heiden welke kenmerkend zijn voor dit district.